# 精河直隸廳
精河直隸廳，清代新疆省的直隸廳，隸屬於伊塔道。考語為：「衝，繁，難」。
漢、魏時期，這一帶原是烏孫民族的地盤。晉朝時代，則屬於鐵勒民族之地。到了隋、唐時代，則是西突厥汗國之地，唐朝滅了西突厥後，在這裡設了嗢鹿州都督府，但應當是屬於羈縻性質的組織，不是唐朝的直轄領地。明末清初，這一帶屬於衛拉特蒙古準噶爾各個鄂拓克台吉的游牧地。
清乾隆二十二年（1757年），清軍進佔伊犁，後開始在精河一帶建「安阜城」，設典史。乾隆四十八年（1783年），又於城東二里之處，建立一座新城，仍同舊名叫「安阜城」，並設置都司、糧員、巡司等官職，但裁撤了典史一職。此精河「安阜城」當時是隸屬於伊犁將軍麾下的烏魯木齊都統。直到清末新疆建省後，才於光緒十四年（1888年）置「精河直隸廳」。民國初年，精河廳於1913年改為精河縣。